# Gran Premio Miguel Indurain 2007
Il Gran Premio Miguel Indurain 2007, cinquantunesima edizione della corsa e nona con questa denominazione, valida come evento dell'UCI Europe Tour 2007 categoria 1.HC, si svolse il 7 aprile 2007 su un percorso totale di circa 198,6 km. Fu vinto dall'italiano Rinaldo Nocentini che terminò la gara in 4h59'17",alla media di 39,815 km/h.
Al traguardo 85 ciclisti portarono a termine il percorso.

## Ordine d'arrivo (Top 10)
| Pos. | Corridore            | Squadra       | Tempo    |
| ---- | -------------------- | ------------- | -------- |
| 1    | Rinaldo Nocentini    | AG2R Prév.    | 4h59'17" |
| 2    | Joaquim Rodríguez    | C. d'Epargne  | a 3"     |
| 3    | Alejandro Valverde   | C. d'Epargne  | a 5"     |
| 4    | Steve Morabito       | Astana        | s.t.     |
| 5    | Juan José Cobo       | Saunier Duval | s.t.     |
| 6    | José Alberto Benítez | Saunier Duval | s.t.     |
| 7    | Francisco Mancebo    | Relax-GAM     | a 10"    |
| 8    | Javier Moreno        | Extremadura   | a 13"    |
| 9    | Igor Antón           | Euskaltel     | s.t.     |
| 10   | Jesus Ramirez Torres | Extremadura   | a 15"    |